# Campeonato da Europa de Atletismo de 1954
A 5ª edição do Campeonato da Europa de Atletismo foi realizada de 25 a 29 de agosto de 1954 no Estádio Neufeld, em Berna, na Suíça. Foram disputadas 35 provas com 686 atletas de 28 nacionalidades. 

## Medalhistas

### Masculino
| Evento                                                                   | Ouro                                                                                       | Ouro         | Prata                                                                                     | Prata     | Bronze                                                                            | Bronze    |
| ------------------------------------------------------------------------ | ------------------------------------------------------------------------------------------ | ------------ | ----------------------------------------------------------------------------------------- | --------- | --------------------------------------------------------------------------------- | --------- |
| 100 metros                                                               | Heinz Fütterer (FRG)                                                                       | 10.5 =CR     | René Bonino (FRA)                                                                         | 10.6      | George Ellis (GBR)                                                                | 10.7      |
| 200 metros                                                               | Heinz Fütterer (FRG)                                                                       | 20.9 CR      | Ardalion Ignatyev (URS)                                                                   | 21.1      | George Ellis (GBR)                                                                | 21.2      |
| 400 metros                                                               | Ardalion Ignatyev (URS)                                                                    | 46.6 CR      | Voitto Hellstén (FIN)                                                                     | 47.0      | Zoltán Adamik (HUN)                                                               | 47.6      |
| 800 metros                                                               | Lajos Szentgáli (HUN)                                                                      | 1:47.1 CR    | Lucien De Muynck (BEL)                                                                    | 1:47.3    | Audun Boysen (NOR)                                                                | 1:47.4    |
| 1 500 metros                                                             | Roger Bannister (GBR)                                                                      | 3:43.8 CR    | Gunnar Nielsen (DEN)                                                                      | 3:44.4    | Stanislav Jungwirth (TCH)                                                         | 3:45.4    |
| 5 000 metros                                                             | Vladimir Kuts (URS)                                                                        | 13:56.6 CR   | Chris Chataway (GBR)                                                                      | 14:08.8   | Emil Zátopek (TCH)                                                                | 14:10.2   |
| 10 000 metros                                                            | Emil Zátopek (TCH)                                                                         | 28:58.0 CR   | József Kovács (HUN)                                                                       | 29:25.8   | Frank Sando (GBR)                                                                 | 29:27.6   |
| Maratona                                                                 | Veikko Karvonen (FIN)                                                                      | 2:24:51.6 CR | Boris Grishayev (URS)                                                                     | 2:24:55.8 | Ivan Filin (URS)                                                                  | 2:25:26.6 |
| 110 metros barreiras                                                     | Yevgeniy Bulanchik (URS)                                                                   | 14.4         | Jack Parker (GBR)                                                                         | 14.6      | Berthold Steines (FRG)                                                            | 14.7      |
| 400 metros barreiras                                                     | Anatoliy Yulin (URS)                                                                       | 50.5 CR      | Yuriy Lituyev (URS)                                                                       | 50.8      | Ossi Mildh (FIN)                                                                  | 51.5      |
| 3 000 metros obstáculos                                                  | Sándor Rozsnyói (HUN)                                                                      | 8:49.6 CR    | Olavi Rinteenpää (FIN)                                                                    | 8:52.4    | Ernst Larsen (NOR)                                                                | 8:53.2    |
| 10 km marcha                                                             | Josef Doležal (TCH)                                                                        | 45:01.8 CR   | Anatoliy Yegorov (URS)                                                                    | 45:53.0   | Sergey Lobastov (URS)                                                             | 46:21.8   |
| 50 km marcha                                                             | Vladimir Ukhov (URS)                                                                       | 4:22:11.2 CR | Josef Doležal (TCH)                                                                       | 4:25:07.4 | Antal Róka (HUN)                                                                  | 4:31:32.2 |
| 4×100 metros estafetas                                                   | Hungria · László Zarándi · Géza Varasdi · György Csányi · Béla Goldoványi                  | 40.6 CR      | Reino Unido · Kenneth Box · George Ellis · Kenneth Jones · Brian Shenton                  | 40.8      | União Soviética · Boris Tokarev · Viktor Ryabov · Levan Sanadze · Leonid Bartenev | 40.9      |
| 4×400 metros estafetas                                                   | França · Claude Haarhoff · Jacques Degats · Jean-Paul Martin du Gard · Jean-Pierre Goudeau | 3:08.7 CR    | Alemanha Ocidental · Hans Geister · Helmut Drehen · Heinz Ulzheimer · Karl-Friedrich Haas | 3:08.8    | Finlândia · Raimo Graeffe · Ossi Mildh · Rolf Back · Voitto Hellstén              | 3:11.5    |
| Salto em altura                                                          | Bengt Nilsson (SWE)                                                                        | 2.02 m CR    | Jiří Lanský (TCH)                                                                         | 1.98 m    | Jaroslav Kovář (TCH)                                                              | 1.96 m    |
| Salto em comprimento                                                     | Ödön Földessy (HUN)                                                                        | 7.51 m       | Zbigniew Iwański (POL)                                                                    | 7.46 m    | Ernest Wanko (FRA)                                                                | 7.41 m    |
| Salto com vara                                                           | Eeles Landström (FIN)                                                                      | 4.40 m CR    | Ragnar Lundberg (SWE)                                                                     | 4.40 m CR | Jeff Elliott (GBR)                                                                | 4.30 m    |
| Triplo salto                                                             | Leonid Shcherbakov (URS)                                                                   | 15.90 m CR   | Roger Norman (SWE)                                                                        | 15.17 m   | Martin Řehák (TCH)                                                                | 15.10 m   |
| Lançamento do peso                                                       | Jiří Skobla (TCH)                                                                          | 17.20 m CR   | Oto Grigalka (URS)                                                                        | 16.69 m   | Heino Heinaste (URS)                                                              | 16.27 m   |
| Lançamento do disco                                                      | Adolfo Consolini (ITA)                                                                     | 53.44 m      | Giuseppe Tosi (ITA)                                                                       | 53.34 m   | József Szécsényi (HUN)                                                            | 51.58 m   |
| Lançamento do dardo                                                      | Janusz Sidło (POL)                                                                         | 76.35 m      | Vladimir Kuznetsov (URS)                                                                  | 74.61 m   | Soini Nikkinen (FIN)                                                              | 73.38 m   |
| Lançamento do martelo                                                    | Mikhail Krivonosov (URS)                                                                   | 63.34 m CR   | Sverre Strandli (NOR)                                                                     | 61.07 m   | József Csermák (HUN)                                                              | 59.72 m   |
| Decatlo                                                                  | Vasili Kuznetsov (URS)                                                                     | 6752 pts     | Torbjörn Lassenius (FIN)                                                                  | 6424 pts  | Heinz Oberbeck (FRG)                                                              | 6263 pts  |
| WR - recorde mundial; ER - recorde europeu; CR - recorde dos campeonatos |                                                                                            |              |                                                                                           |           |                                                                                   |           |

### Feminino
| Evento                                             | Ouro                                                                           | Ouro        | Prata                                                                                 | Prata    | Bronze                                                                    | Bronze   |
| -------------------------------------------------- | ------------------------------------------------------------------------------ | ----------- | ------------------------------------------------------------------------------------- | -------- | ------------------------------------------------------------------------- | -------- |
| 100 metros                                         | Irina Turova (URS)                                                             | 11.8        | Bertha van Duyne (NED)                                                                | 11.9     | Anne Pashley (GBR)                                                        | 11.9     |
| 200 metros                                         | Mariya Itkina (URS)                                                            | 24.3        | Irina Turova (URS)                                                                    | 24.4     | Shirley Hampton (GBR)                                                     | 24.4     |
| 800 metros                                         | Nina Otkalenko (URS)                                                           | 2:08.8 CR   | Diane Leather (GBR)                                                                   | 2:09.8   | Lyudmila Lysenko (URS)                                                    | 2:11.2   |
| 80 metros barreiras                                | Maria Golubnichaya (URS)                                                       | 11.0 CR     | Anneliese Seonbuchner (FRG)                                                           | 11.2     | Pam Seaborne (GBR)                                                        | 11.3     |
| 4×100 metros estafetas                             | União Soviética · Vera Krepkina · Rimma Uliskina · Maria Itkina · Irina Turova | 45.8 CR     | Alemanha Ocidental · Irmgard Egert · Charlotte Bohmer · Irene Brutting · Maria Sander | 46.3     | Itália · Maria Musso · Giuseppina Leone · Letizia Bertoni · Milena Greppi | 46.6     |
| Salto em altura                                    | Thelma Hopkins (GBR)                                                           | 1.67 m CR   | Iolanda Balaş (ROU)                                                                   | 1.65 m   | Olga Modrachová (TCH)                                                     | 1.63 m   |
| Salto em comprimento                               | Jean Desforges (GBR)                                                           | 6.04 m CR   | Aleksandra Chudina (URS)                                                              | 5.93 m   | Elżbieta Duńska (POL)                                                     | 5.83 m   |
| Lançamento do peso                                 | Galina Zybina (URS)                                                            | 15.65 m CR  | Maria Kuznetsova (URS)                                                                | 14.99 m  | Tamara Tyshkevich (URS)                                                   | 14.78 m  |
| Lançamento do disco                                | Nina Ponomaryeva (URS)                                                         | 48.02 m     | Irina Beglyakova (URS)                                                                | 45.79 m  | Galina Zybina (URS)                                                       | 44.77 m  |
| Lançamento do dardo                                | Dana Zátopková (TCH)                                                           | 52.91 m CR  | Virve Roolaid (URS)                                                                   | 49.94 m  | Nadezhda Konyayeva (URS)                                                  | 49.49 m  |
| Pentatlo                                           | Aleksandra Chudina (URS)                                                       | 4526 pts CR | Maria Sander (FRG)                                                                    | 4485 pts | Maria Sturm (FRG)                                                         | 4357 pts |
| WR - recorde mundial; CR - recorde dos campeonatos |                                                                                |             |                                                                                       |          |                                                                           |          |

## Quadro de medalhas
| Ordem | País               | Medalha de ouro | Medalha de prata | Medalha de bronze | Total |
| ----- | ------------------ | --------------- | ---------------- | ----------------- | ----- |
| 1     | União Soviética    | 16              | 11               | 8                 | 35    |
| 2     | Tchecoslováquia    | 4               | 2                | 5                 | 11    |
| 3     | Hungria            | 4               | 1                | 4                 | 9     |
| 4     | Reino Unido        | 3               | 4                | 7                 | 14    |
| 5     | Alemanha Ocidental | 2               | 4                | 3                 | 9     |
| 6     | Finlândia          | 2               | 3                | 3                 | 8     |
| 7     | Suécia             | 1               | 2                | 0                 | 3     |
| 8=    | França             | 1               | 1                | 1                 | 3     |
| 8=    | Polónia            | 1               | 1                | 1                 | 3     |
| 8=    | Itália             | 1               | 1                | 1                 | 3     |
| 11    | Noruega            | 0               | 1                | 2                 | 3     |
| 12=   | Países Baixos      | 0               | 1                | 0                 | 1     |
| 12=   | Roménia            | 0               | 1                | 0                 | 1     |
| 12=   | Dinamarca          | 0               | 1                | 0                 | 1     |
| 12=   | Bélgica            | 0               | 1                | 0                 | 1     |

## Participantes
De acordo com uma contagem não oficial, 689 atletas de 28 países participaram do evento, três atletas mais do que o número oficial de 686 como publicado.
| - Áustria (25) - Bélgica (29) - Bulgária (9) - Checoslováquia (42) - Dinamarca (7) - Finlândia (31) - França (49) | - Grécia (7) - Hungria (41) - Islândia (7) - Irlanda (3) - Itália (24) - Liechtenstein (4) - Luxemburgo (2) | - Países Baixos (12) - Noruega (13) - Polónia (35) - Portugal (9) - Roménia (24) - Saar (9) - União Soviética (68) | - Espanha (4) - Suécia (37) - Suíça (50) - Turquia (16) - Reino Unido (46) - Alemanha Ocidental (62) - Iugoslávia (24) |